# Accipiter

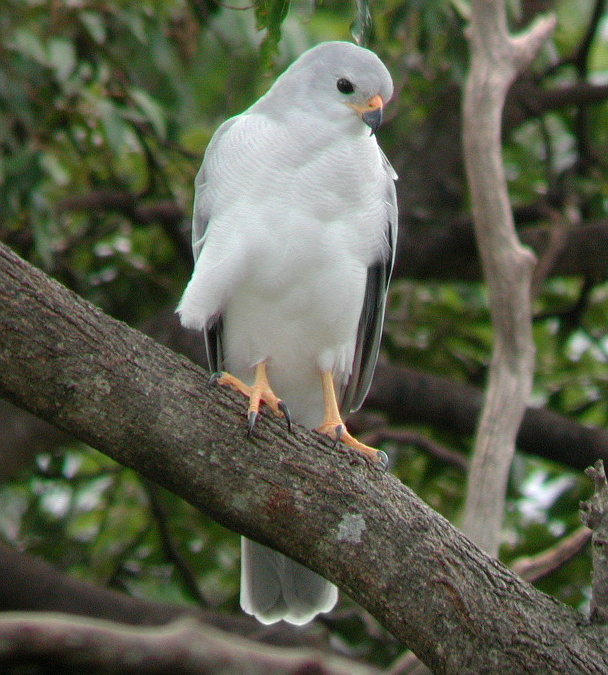
Gyíkászhéja (Accipiter novaehollandiae)

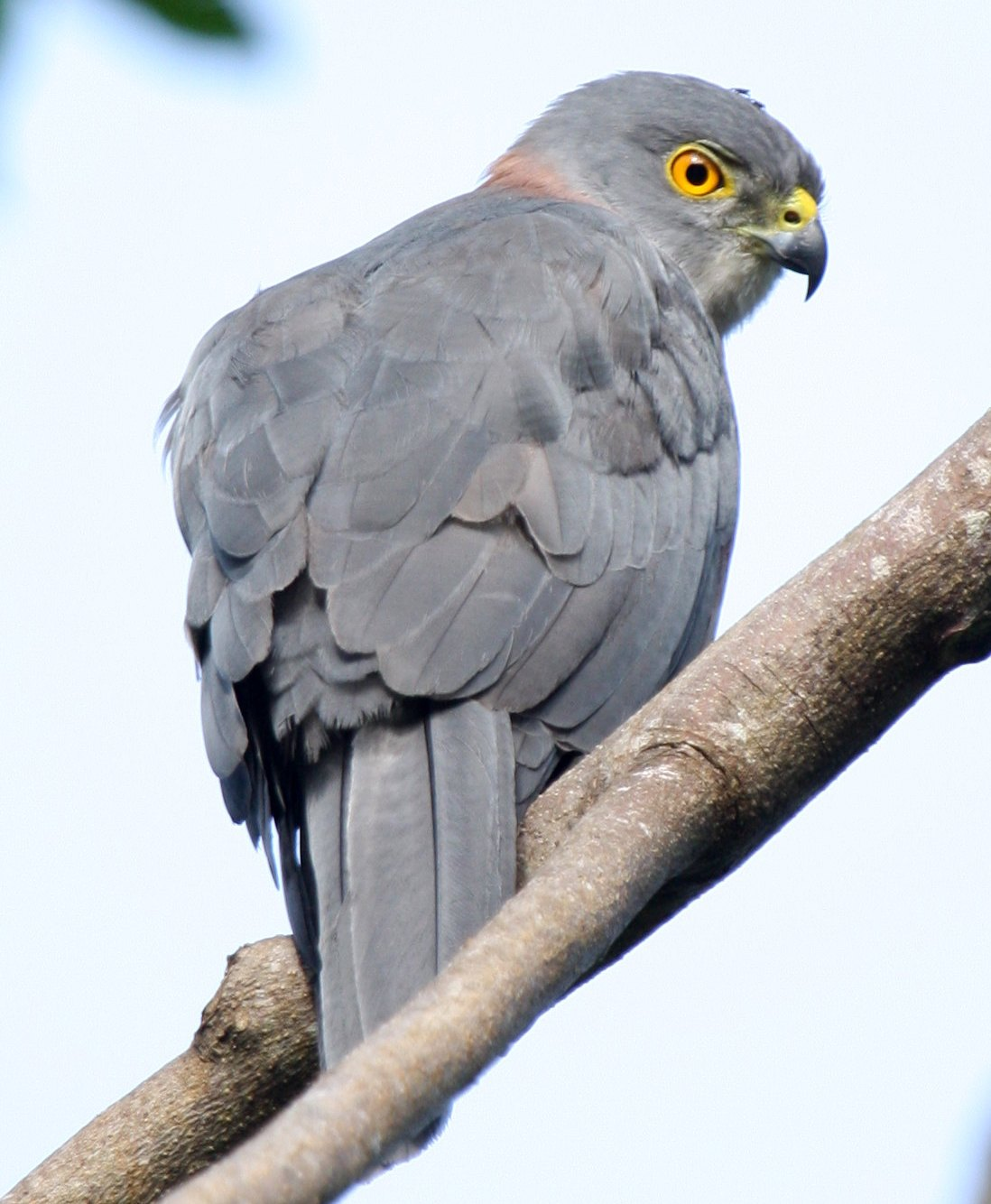
Fidzsi héja (Accipiter rufitorques)

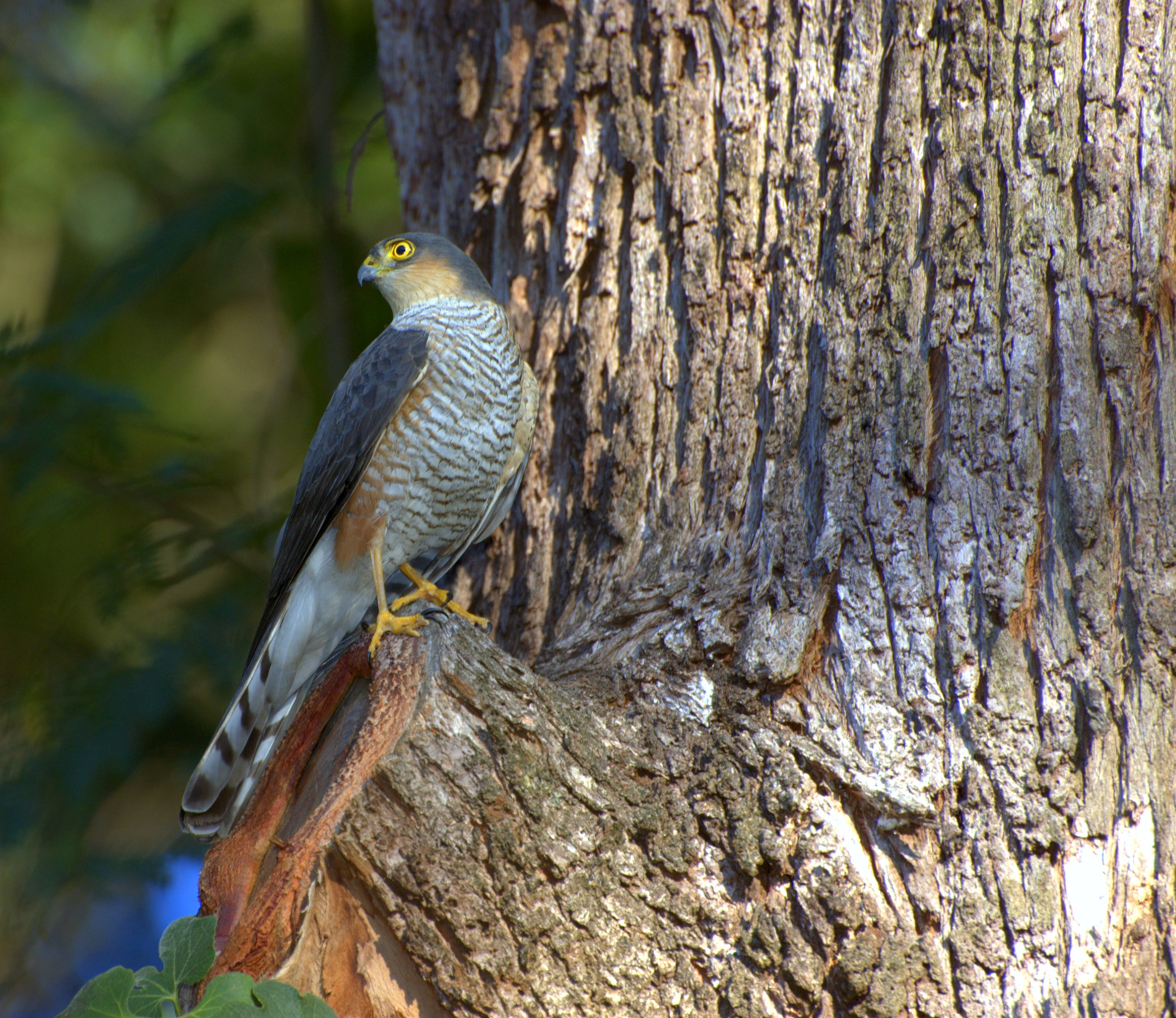
csíkos karvaly (Accipiter striatus)

Az Accipiter a madarak (Aves) osztályának vágómadár-alakúak (Accipitriformes) rendjébe, ezen belül a vágómadárfélék (Accipitridae) családjába és a héjaformák (Accipitrinae) alcsaládjába tartozó nem.

## Rendszerezés
A nembe az alábbi 52 élő faj és 2 kihalt faj tartozik:
- szürkehasú héja (Accipiter poliogaster)
- ovampo karvaly (Accipiter ovampensis)
- madagaszkári karvaly (Accipiter madagascariensis)
- karvaly (Accipiter nisus)
- vörösmellű karvaly (Accipiter rufiventris)
- csíkos karvaly (Accipiter striatus)
- fehérmellű karvaly (Accipiter chionogaster)
- andoki karvaly (Accipiter ventralis)
- vöröscombú karvaly (Accipiter erythronemius)
- †Accipiter efficax Balouet & Olson, 1989[5]
- †Accipiter quartus Balouet & Olson, 1989[5]

Egyes szervezetek az Aerospiza nembe sorolják az alábbi fajokat:
- gesztenyehasú karvaly (Accipiter castanilius[2] vagy Aerospiza castanilius)[1]
- vörösmellű héja (Accipiter toussenelii[2] vagy Aerospiza toussenelii)[1]
- afrikai karvaly (Accipiter tachiro[2] vagy Aerospiza tachiro)[1]

Egyes szervezetek a Tachyspiza nembe sorolják az alábbi fajokat:
- vörösgatyás karvaly (Accipiter erythropus[2] vagy Tachyspiza erythropus)[1]
- törpehéja (Accipiter minullus[2] vagy Tachyspiza minulla)[1]
- foltosfarkú karvaly (Accipiter trinotatus[2] vagy Tachyspiza trinotata)[1]
- foltoshasú karvaly (Accipiter trinotatus[2] vagy Tachyspiza trinotata)[1]
- trillázó karvaly vagy japán karvaly (Accipiter gularis[2] vagy Tachyspiza gularis)[1]
- besra karvaly (Accipiter virgatus[2] vagy Tachyspiza virgata)[1]
- törpekarvaly (Accipiter nanus[2] vagy Tachyspiza nana)[1]
- bormellű karvaly (Accipiter rhodogaster[2] vagy Tachyspiza rhodogaster)[1]
- malukkui szürkekarvaly (Accipiter erythrauchen[2] vagy Tachyspiza erythrauchen)[1]
- eukaliptuszkarvaly (Accipiter cirrocephalus[2] vagy Tachyspiza cirrocephala)[1]
- új-britanniai karvaly (Accipiter brachyurus[2] vagy Tachyspiza brachyura)[1]
- halmaherai héja (Accipiter henicogrammus[2] vagy Tachyspiza henicogramma)[1]
- örvös héja (Accipiter fasciatus[2] vagy Tachyspiza fasciata)[1]
- Accipiter hiogaster[2] vagy Tachyspiza hiogaster[1]
- gyíkászhéja (Accipiter novaehollandiae[2] vagy Tachyspiza novaehollandiae)[1]
- sikra (Accipiter badius[2] vagy Tachyspiza badia)[1]
- kis héja (Accipiter brevipes[2] vagy Tachyspiza brevipes)[1]
- nikobári karvaly (Accipiter butleri[2] vagy Tachyspiza butleri)[1]
- békászó karvaly vagy kínai karvaly (Accipiter soloensis[2] vagy Tachyspiza soloensis)[1]
- feketefejű héja (Accipiter melanochlamys[2] vagy Tachyspiza melanochlamys)[1]
- tarka héja (Accipiter albogularis[2] vagy Tachyspiza albogularis)[1]
- új-kaledóniai karvaly (Accipiter haplochrous[2] vagy Tachyspiza haplochroa)[1]
- fidzsi héja (Accipiter rufitorques[2] vagy Tachyspiza rufitorques)[1]
- Frances-héja (Accipiter francesiae[2] vagy Tachyspiza francesiae)[1]
- piroslábú karvaly (Accipiter luteoschistaceus[2] vagy Tachyspiza luteoschistacea)[1]
- melanéz karvaly (Accipiter imitator[2] vagy Tachyspiza imitator)[1]
- új-guineai héja (Accipiter poliocephalus[2] vagy Tachyspiza poliocephala)[1]
- új-britanniai szürkefejű-héja (Accipiter princeps[2] vagy Tachyspiza princeps)[1]

Egyes szervezetek az Astur nembe sorolják az alábbi fajokat:
- kétszínű héja (Accipiter bicolor[2] vagy Astur bicolor)[1]
- chilei héja (Accipiter chilensis) (Philippi & Landbeck, 1864) - korábban az A. bicolor alfajának tekintették
- Cooper-héja (Accipiter cooperii[2] vagy Astur cooperii)[1]
- kubai héja (Accipiter gundlachi[2] vagy Astur gundlachi)[1]
- héja (Accipiter gentilis[2] vagy Astur gentilis)[1]
- feketehátú héja (Accipiter meyerianus[2] vagy Astur meyerianus)[1]
- szerecsenhéja (Accipiter melanoleucus[2] vagy Astur melanoleucus)[1]
- madagaszkári héja (Accipiter henstii[2] vagy Astur henstii)[1]

Egyes szervezetek a Hieraspiza nembe sorolják az alábbi fajokat:
- apró karvaly (Accipiter superciliosus[2] vagy Hieraspiza superciliosa)[1]
- félgalléros karvaly (Accipiter collaris[2] vagy Hieraspiza collaris)[1]

Egyes szervezetek a Lophospiza nembe sorolják az alábbi fajokat:
- kontyos héja (Accipiter trivirgatus[2] vagy Lophospiza trivirgata)[1]
- szürkefejű héja vagy celebeszi héja (Accipiter griseiceps[2] vagy Lophospiza griseiceps)[1]